# Platz der Republik (Hamburg)

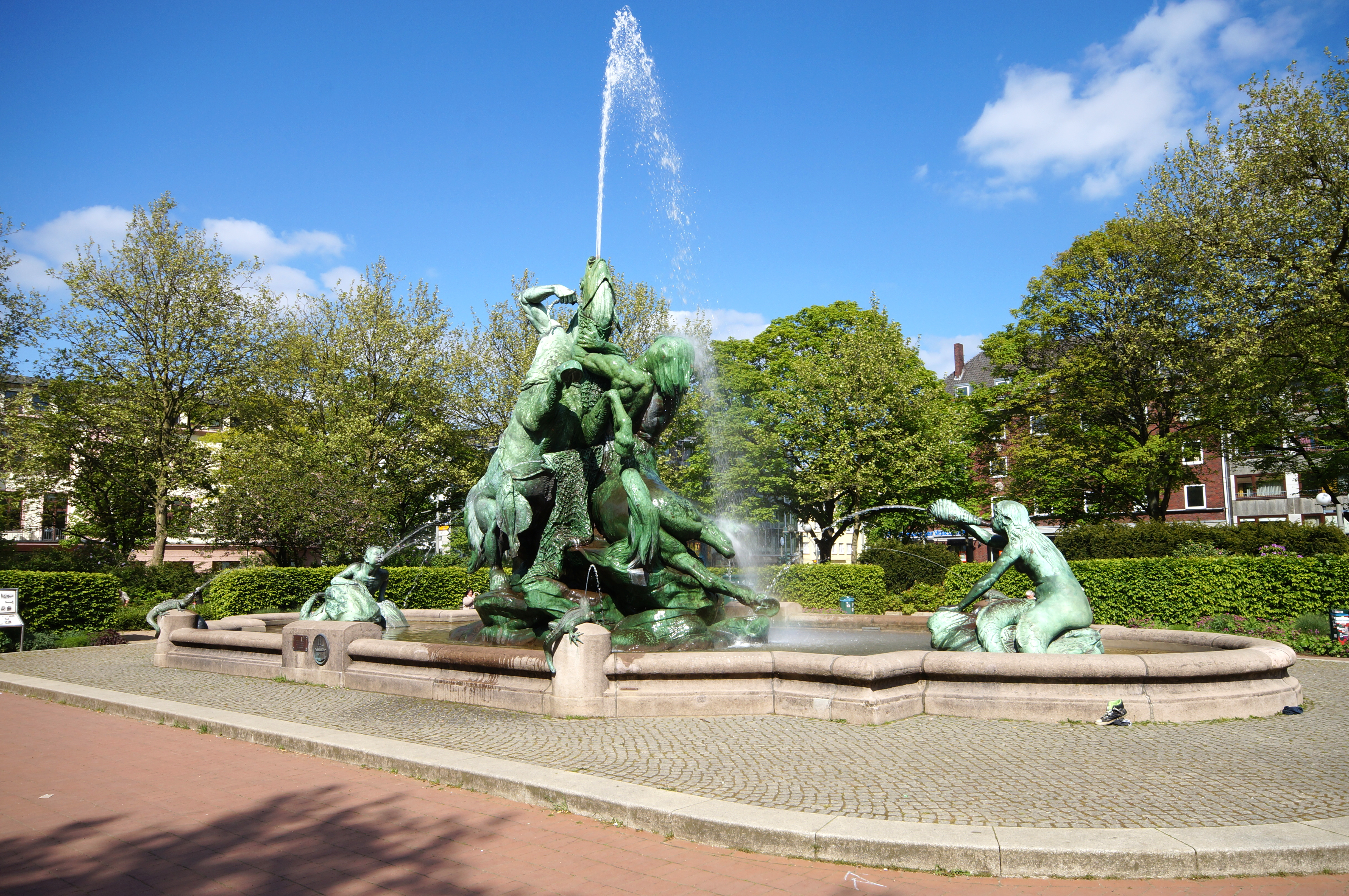
Der Stuhlmannbrunnen auf dem Platz der Republik

Der Platz der Republik ist eine Parkanlage in Hamburg-Altona.

## Name
Der Platz wurde ursprünglich 1897 als „Kaiserplatz“ angelegt. In der Zeit der Weimarer Republik wurde er 1922 erstmals in „Platz der Republik“ umbenannt. Während der Zeit des Nationalsozialismus hieß der Platz ab 1933 „Adolf-Hitler-Platz“. Nach der Zusammenlegung von Hamburg und Altona wurde er 1938 in „Reichsplatz“ umbenannt, da es in Hamburg bereits einen gleichnamigen Platz gab. Nach dem Ende des Zweiten Weltkriegs bekam der Park erneut seinen damaligen Namen von 1922.

## Lage und Umgebung

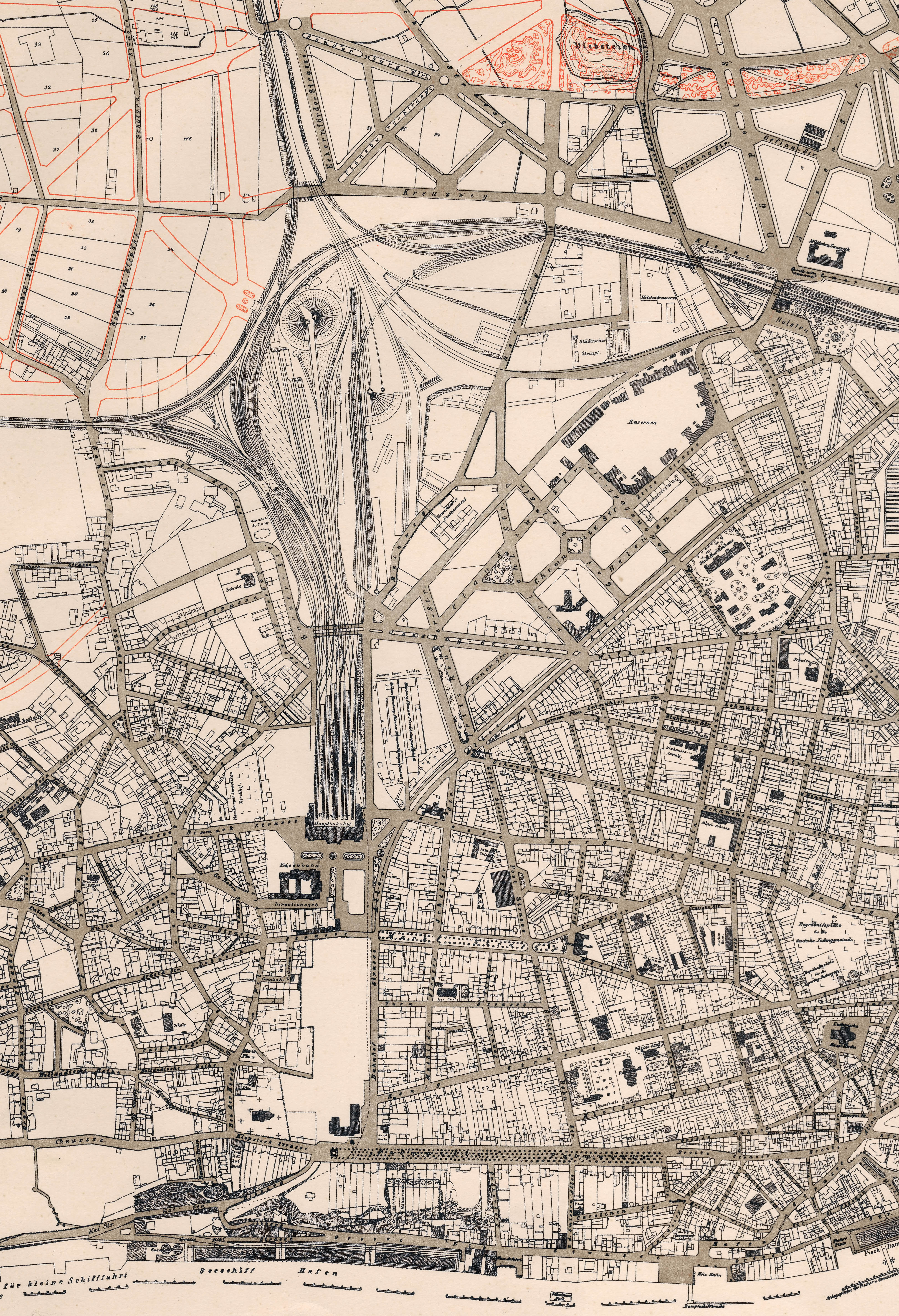
Situation 1894 nach Verlegung der Bahnhofsanlagen nach Norden (unten Mitte)

Der Platz befindet sich an der westlichen Grenze des Hamburger Ortsteils Altona-Altstadt zwischen dem Bahnhof Hamburg-Altona und dem Altonaer Rathaus. Östlich des Platzes verläuft die Max-Brauer-Allee, westlich die Museumstraße. Auf der Westseite des Platzes befinden sich das Altonaer Theater, das Altonaer Museum und die östliche Gebäudefront der vormals Königlich Preußischen Eisenbahndirektion Altona  bzw. der späteren Eisenbahndirektion Hamburg.

## Geschichte
Mit der Verlegung des Altonaer Bahnhofs, dessen Gleise zuvor diesen Platz einnahmen, war Ende des 19. Jahrhunderts eine Freifläche entstanden, die 1895 zu einer Parkanlage umgestaltet wurde. Das vormalige Bahnhofsgebäude blieb dabei erhalten und wurde repräsentativ zum Rathaus Altona erweitert.

## Platzgestaltung

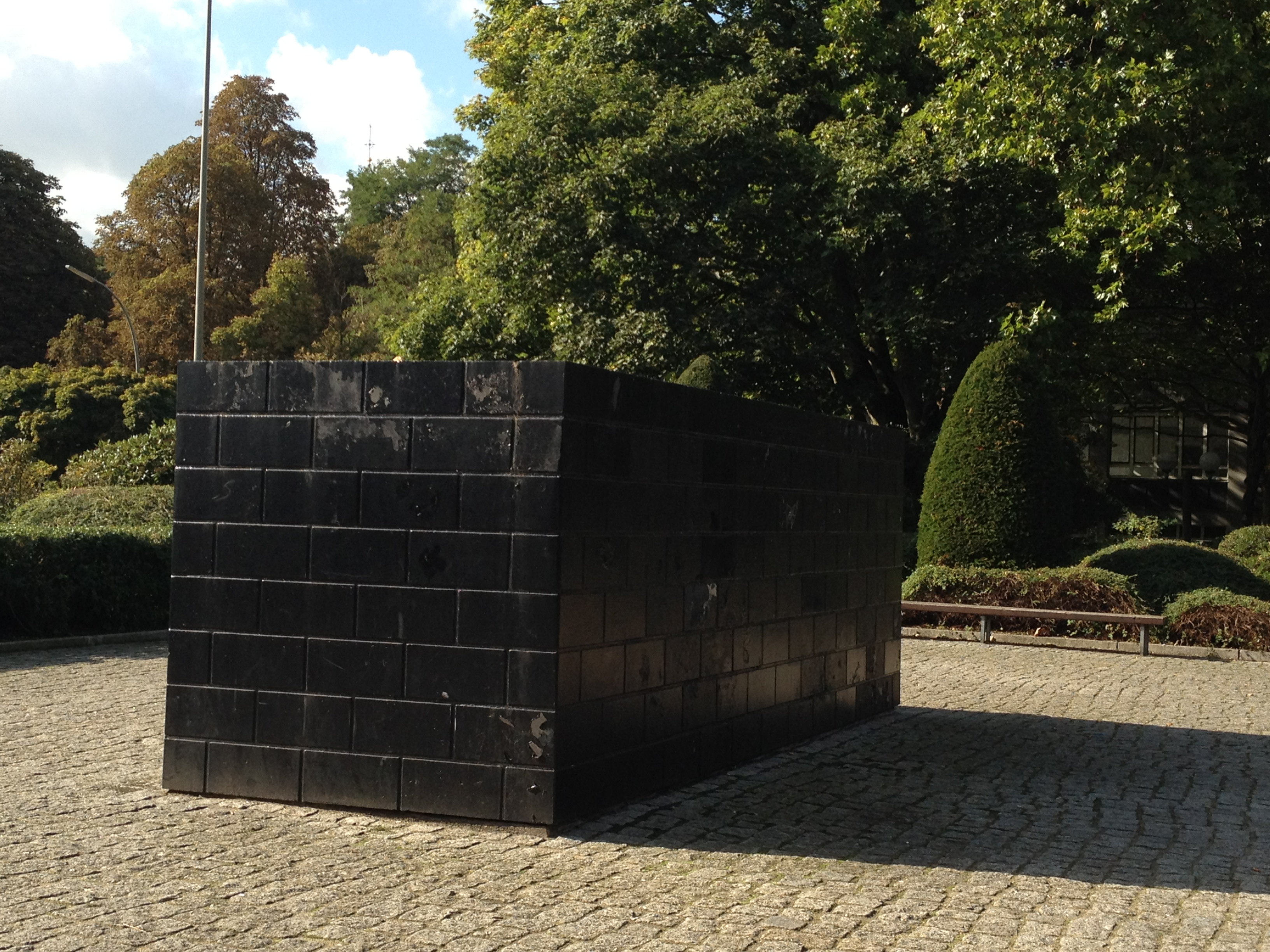
Black Form – Dedicated to the Missing Jews

Der Platz verfügt über große Grünflächen mit Rhododendren und anderen Ziersträuchern sowie Spielplätze und Sitzgelegenheiten. In der Nordhälfte des Parks befindet sich der Stuhlmannbrunnen, am südlichen Ende des Parks ist   für getötete Juden aus Altona als Mahnmal eine kubische "Schwarze Form" errichtet worden.